# Dolf Cohen
Adolf Emile Cohen (Rotterdam, 4 dicembre 1913 – Oegstgeest, 26 luglio 2004) è stato uno storico e docente olandese, ex magnifico rettore dell'Università di Leida.

## Biografia
Adolf Emile Cohen proveniva da una famiglia ebrea. Era figlio dello storico e farmacista Hendrik Cohen (Rotterdam, 20 dicembre 1879 - Bergen Belsen, 4 marzo 1945) e di sua moglie Flora Polak (Rotterdam, 7 luglio 1885 - Bergen Belsen, 4 marzo 1945).
Un grande esempio per la famiglia fu il fratello della madre, Nico Jacob Polak (1887-1948), uno dei primi studenti della scuola Rotelsdamsche Handelshooges e successivamente professore e magnifico rettore di questa istituzione. Dolf frequentò l'Erasmiaansch Gymnasium e poi si iscrisse come studente di storia all'Università di Leida. Nello stesso anno suo padre fu ammesso come insegnante privato di storia della farmacia. Come tale, ha contribuito a una serie di lezioni sulla storia culturale. Come studente del primo anno, Dolf ha anche partecipato alla presentazione di suo padre.
Cohen ottenne il dottorato nel 1941 da Johan Huizinga con la sua tesi Visie op Troje van de Westerse middeleeuwse geschiedschrijvers tot 1160 (dagli storici medievali occidentali fino al 1160). Dal 1941 al 1942 ha lavorato come insegnante presso la scuola superiore per studenti ebrei a Haarlem. È sopravvissuto all'Olocausto nascondendosi. Dopo la seconda guerra mondiale ha lavorato fino al 1959 presso il Nederlands Instituut voor Oorlogsdocumentatie. Dal 1960 al 1976 è stato professore di storia medievale e delle scienze ausiliarie all'Università di Leida. Il titolo della sua orazione era: Otto van Freising als geschiedschrijver van zijn tijd (Ottone di Frisinga come storico del suo tempo). Dal 1972 al 1976 è stato anche magnifico rettore.

### Famiglia
Dolf Cohen era sposato con Henriëtte Koster. Hanno avuto due figli: Floris Cohen (storico della scienza) e Job Cohen (ex sindaco di Amsterdam ed ex leader del partito PvdA).